# Maurice Storez
 (décembre 2011).
Maurice Augustin Storez, né à Boulogne-sur-Seine le 18 juin 1875 et mort à Verneuil-sur-Avre le 18 juillet 1959, est un architecte français, membre de l'Académie d'architecture, aquarelliste, conférencier, auteur de nombreux articles de journaux sur l'art en général, l'art chrétien en particulier.
Il est fils de Maurice Parfait Storez (1850-1921) et de Cécile Isaac (1854-1927) et petit-fils de l'architecte Maurice Sidoine Storez.

## Biographie
Maurice Storez étudie à l'École nationale supérieure des beaux-arts de Paris où il fut élève de Paul-René-Léon Ginain et de Scellier de Gisors. Il obtint son diplôme d'architecture en novembre 1904, le sujet était « une maison à la campagne ». Il présenta ses plans de la villa « La Niña » qu'il avait lui-même construite et aménagée pour son père, à Paramé en 1903.
Pressenti dès 1904 par Edmond Demolins (1852-1907), fondateur de l'école des Roches à Verneuil-sur-Avre, et attiré par le mode d'éducation nouvelle qui caractérisait cette école, il s'installa en janvier 1905 à Verneuil-sur-Avre. Il devint professeur de dessin à l'école des Roches tout en exerçant son activité d'architecte en libéral.
Le 29 octobre 1910, il fonda avec le docteur Joseph Carcopino et son ami René Des Granges la Société des "Amis de Verneuil" dont la devise était "Par le passé vers l'avenir" et dont il fut le président. Le siège social des "Amis de Verneuil" fut inauguré le 1er février 1913 dans une maison du XVe siècle à pans de bois qu'il avait restaurée en 1911 et dont il avait dessiné le mobilier. La maison des « Amis de Verneuil » devint le centre de conférences, expositions, séances musicales et de multiples activités au service du patrimoine régional. Le peintre Maurice Denis (1870-1943), dont il était ami, exerça une influence déterminante sur lui.
Maurice Storez fut le fondateur et le directeur (1917), d’un groupement d'artistes, artisans catholiques, appelée "L'Arche", composé d'architectes, de sculpteurs, de peintres, de décorateurs orfèvres, brodeuses, etc. contribuant chacun pour leur part à la construction, l'aménagement, la décoration des églises, la confection du vestiaire liturgique et du mobilier des sanctuaires. Furent notamment membres de "l'Arche" : le peintre Valentine Reyre (1889-1943), la brodeuse d'ornements Sabine Desvallières (1891-1935), fille du peintre George Desvallières, le dessinateur orfèvre Luc Lanel, les architectes Jacques Droz (1882-1955) et Maurice Brissart rejoints un peu plus tard par Dom Bellot (1876-1944), les sculpteurs Fernand Py (1887-1949), Charles Jacob (1897-1972) et Henri Charlier (1883-1975) dont Maurice Storez avait découvert et acheté, en 1916, un bas-relief sculpté en taille directe exposé au Pavillon de Marsan du Louvre.
Il fut président de 1935 à 1956 du Syndicat d'Initiative de Verneuil-sur-Avre créé le 26 juin 1934.
En mémoire de son ancêtre, l’imprimeur anversois Christophe Plantin (1514-1589), Maurice Storez en reprit la devise « Labore et Constantia ». Il eut l’idée de créer des caractères typographiques pour l’illustration d’affiches, de programmes et de faire-part et composa des inscriptions d’ornementation en lettres gravées sur de nombreux monuments ou œuvres d’art sculptées.

## Réalisations
- À Saint-Malo, sur la digue de Paramé au niveau de l'épine de la Hoguette, constructions de deux maisons de villégiature : la villa[5] "La Niña [6] et la villa "Marelli" en 1903.
- À Tonnoy, construction d'une maison.
- À Verneuil-sur-Avre :
  - la chapelle de l'École des Roches. Édifiée en 1908-1909, cette chapelle se caractérisait par la forme de sa toiture évoquant une coque de bateau renversée. Elle a été détruite par la tempête en décembre 1999.
  - à l'angle des rues La Madeleine et du Buisson vert, restauration d'une maison du XVe siècle à pans de bois, futur siège de la société des "Amis de Verneuil". Il construisit une maquette de cette maison, chef-d'œuvre de patience, qui fut exposé au Salon de l'École des Roches (article du journal "Le Vernolien" du 7 juin 1914).
  - construction de la cité ouvrière de l'usine (CGE), entre 1912 et 1913.
  - rue Notre-Dame, restauration de la "Maison bleue" à pan de bois, en 1912.
  - à l'angle de la rue La Madeleine et de la rue du Canon, restauration de la maison de la Tourelle, en 1913.
  - en 1913 au 101 rue Paul Doumer (près de la gare SNCF) construction de la maison "Deslandres". Maison à pans de bois d'inspiration Hollandaise.
  - transformation du bâtiment des classes de l'École des Roches en 1929 (bâtiment détruit en 1944).
  - rue Notre-Dame, restauration de la maison à tourelle rose, en 1931.
- À Sainte-Maxime (Var), construction d'une villa, entre 1915 et 1916, puis deux autres entre 1921 et 1924.
- À Bourth (Eure), construction d'une grande maison d'habitation, en 1923.
- À Montigny-sur-Avre (Eure), il réalisa en 1923 les inscriptions sur le monument dédié à François de Montmorency-Laval et sur le bas-relief commémorant sa consécration épiscopale en l'église St-Germain des Prés à Paris, les sculptures sont d'Henri Charlier
- À Wervicq-Sud, construction d'une grande maison, entre 1922 et 1924.
- À Comines reconstruction de l'église Saint-Chrysole de 1927 à 1928 en collaboration avec Dom Bellot[7].

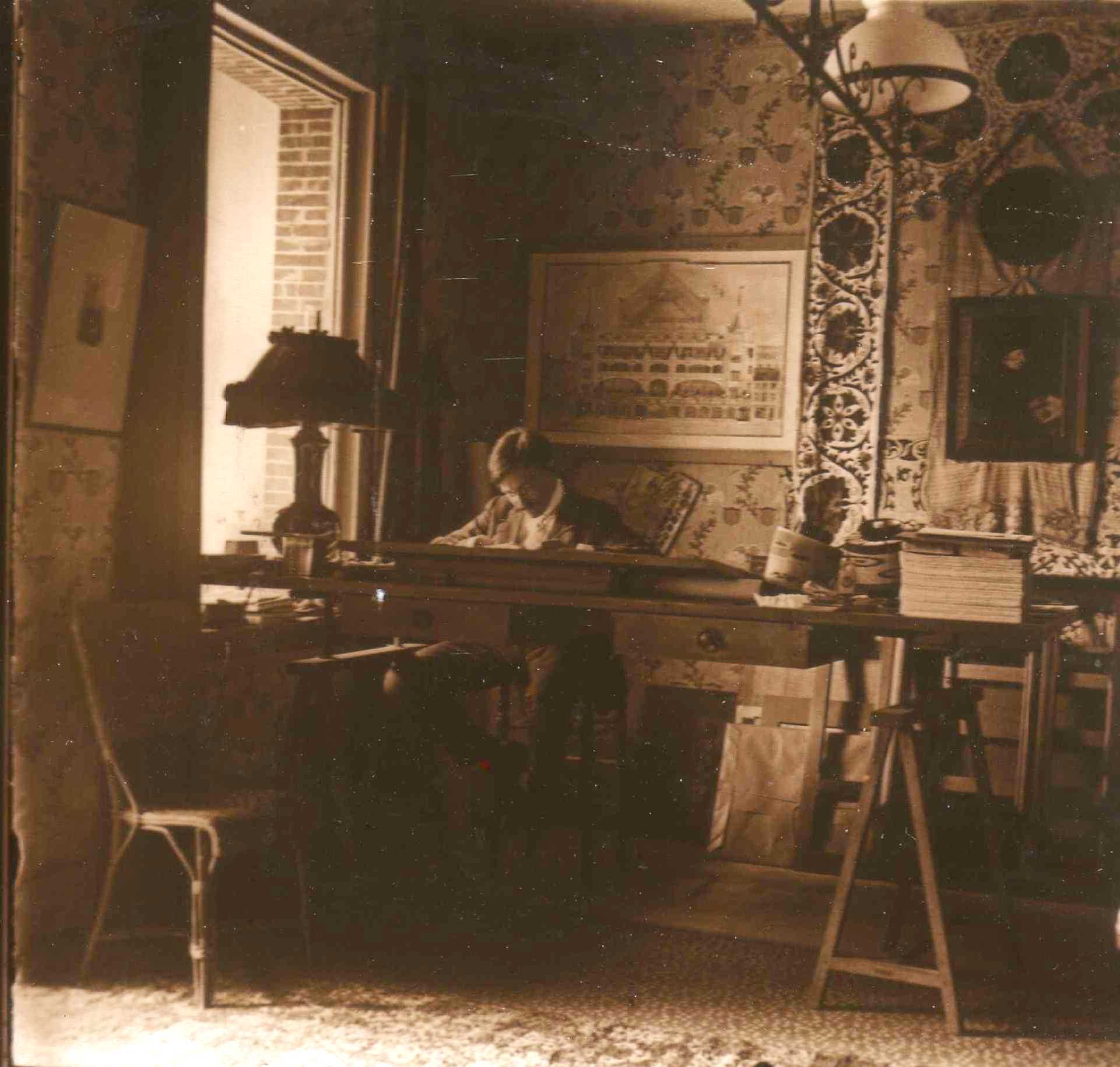
Maurice Augustin Storez

## Ouvrages
- Numéro spécial de "La vie à la campagne", en collaboration avec Lionel Heuzé, 1914.
- Numéro de "Vieux logis, vieilles demeures", en collaboration avec Maumené, 1914.
- Manuscrit d'un journal de "Guerre 1914" où Maurice Storez a notamment relaté ses échanges à Conches avec Maurice Denis.
- L'Architecture et l'Art décoratif en France après la guerre, préface de Maurice Denis, Paris, 1915[8].
- L'enseignement du dessin, premier numéro de la Revue internationale illustrée d'éducation familiale et scolaire, écrit en 1909 avec Georges Bertier, directeur de l'École des Roches.
- Les Caractères typographiques, Vincent Fréal éditeur, 4, rue des Beaux-Arts, Paris, 1945[9].